# Alexis Knapp
Alexis Merizalde Knapp (Avonmore, 31 luglio 1989) è un'attrice e modella statunitense, nota per le sue apparizioni nei film Pitch Perfect e Project X - Una festa che spacca.

## Biografia
All'età di 18 anni, Alexis si trasferisce a Los Angeles dove comincia a lavorare inizialmente come modella per poi intraprendere la carriera di attrice con una piccola parte nel film L'isola delle coppie e Percy Jackson e gli dei dell'Olimpo - Il ladro di fulmini. La notorietà arriva col film Voices nel ruolo di Stacie Conrad e con Project X - Una festa che spacca. Successivamente recita accanto a Miley Cyrus nella commedia Una spia al liceo.

## Vita privata
Alexis ha avuto una storia con l'attore Ryan Phillippe nell'estate del 2010, ma i due si sono subito lasciati nel settembre dello stesso anno. Subito dopo la rottura, Alexis ha scoperto di essere incinta dell'attore. Il 1º luglio 2011 ha dato alla luce una bambina, Kailani Merizalde Phillippe Knapp.

## Filmografia

### Cinema
- L'isola delle coppie (Couples Retreat), regia di Peter Billingsley (2009)
- Percy Jackson e gli dei dell'Olimpo - Il ladro di fulmini (Percy Jackson & the Olympians: The Lightning Thief), regia di Chris Columbus (2010)
- Project X - Una festa che spacca (Project X), regia di Nima Nourizadeh (2012)
- Voices (Pitch Perfect), regia di Jason Moore (2012)
- Una spia al liceo (So Undercover), regia di Tom Vaughan (2012)
- Vamp U, regia di Matt Jespersen e Maclain Nelson (2013)
- Cavemen, regia di Herschel Faber (2013)
- Grace - Posseduta (Grace - The Possession), regia di Jeff Chan (2014)
- The Anomaly, regia di Noel Clarke (2014)
- Pitch Perfect 2, regia di Elizabeth Banks (2015)
- Urge, regia di Aaron Kaufman (2016)
- Pitch Perfect 3, regia di Trish Sie (2017)
- La mia favola di natale (2017)

### Televisione
- Ground Floor - serie TV (2013-2015)

## Doppiatrici italiane
Nelle versioni in italiano dei suoi lavori, Alexis Knapp è stata doppiata da:
- Joy Saltarelli in Voices, Pitch Perfect 2, Pitch Perfect 3
- Sara Ferranti in Project X - Una festa che spacca
- Erica Necci in Una spia al liceo
- Ludovica De Caro in Grace - Posseduta